# Chatham House
Королівський інститут міжнародних відносин (англ. Royal Institute of International Affairs), більше відомий як Chatham House — неприбуткова, неурядова організація, яка знаходиться в Лондоні. Мета організації — аналіз та сприяння розумінню основних міжнародних питань та поточних справ. Це автор Правила Chatham House (англ. Chatham House Rule). Свою назву організація отримала від будівлі, в якій вона розташована.
За оцінкою Університету Пенсильванії (оголошеною в січні 2017 року), Chatham House був названий аналітичним центром року, другим за впливовістю у світі після Брукінгського інституту, а також найвпливовішим неамериканським аналітичним центром. У листопаді 2016 року Chatham House був названий журналом «Prospect» аналітичним центром року.
Chatham House публікує два журнали: International Affairs та World Review. Перший є одним з найважливіших англійських наукових періодичних видань в галузі міжнародних відносин. Менш великі публікації, в першу чергу різні види звітів, доступні безкоштовно в Інтернеті.

## Правило Chatham House
Chatham House є автором правила анонімності, яке має назву правило Chatham House. Згідно з цим правилом, учасники зустрічі, можуть обговорювати її зміст за межами зібрання, проте не можуть обговорювати, хто саме був присутній на зустрічі або ідентифікувати належність висловлювань. Правило Chatham House еволюціонує для забезпечення щирих та чесних обговорень спірних чи непопулярних питань спікерами. Незважаючи на це, більшість зустрічей в Chatham House записувалась і відбувалась не за цим правилом.

## Премія Chatham House
Премія Chatham House — це щорічна нагорода, яка вручається «за найбільш значний внесок у розвиток міжнародних відносин у минулому році».
| Рік  | Ім'я                                                                                | Країна                         |
| ---- | ----------------------------------------------------------------------------------- | ------------------------------ |
| 2005 | Президент Віктор Ющенко                                                             | Україна                        |
| 2006 | Президент Жоакім Чіссано                                                            | Мозамбік                       |
| 2007 | Шейха Моза бінт Насер аль-Міснед                                                    | Катар                          |
| 2008 | Президент Джон Куфуор                                                               | Гана                           |
| 2009 | Президент Луїз Інасіо Лула да Сілва                                                 | Бразилія                       |
| 2010 | Президент Абдулла Гюль                                                              | Туреччина                      |
| 2011 | Опозиційний лідер Аун Сан Су Чжі                                                    | М'янма                         |
| 2012 | Президент Монсеф Марзукі та Рашид аль-Ганнуши                                       | Туніс                          |
| 2013 | Державний секретар США Гілларі Клінтон                                              | Сполучені Штати Америки        |
| 2014 | Співзасновник Фонду Білла і Мелінди Гейтс Мелінда Гейтс                             | Сполучені Штати Америки        |
| 2015 | Міжнародна медична гуманітарна організація «Лікарі без кордонів»                    | Швейцарія                      |
| 2016 | Міністр закордонних справ Мохаммад Джавад Заріф / Державний секретар США Джон Керрі | Іран / Сполучені Штати Америки |
| 2017 | Президент Хуан Мануель Сантос                                                       | Колумбія                       |

## Історія

### Зародження
Королівський інститут міжнародних відносин виник внаслідок зустрічі 30 травня 1919 року за ініціативи Лайонела Кертіса американських та британських делегатів на Паризькій мирній конференції. Кертіс вже довгий час до того був прибічником наукового дослідження міжнародних відносин.
Зрештою, британські та американські делегати сформували кілька окремих інститутів.
Британський інститут міжнародних відносин провів перше засідання 5 липня 1920 року, яке очолив юрист Роберт Сесіл. На цьому засіданні колишній Міністр закордонних справ Едвард Грей проголосив резолюцію, яка закликала до створення інституту: «Створити інститут для вивчення міжнародних питань та назвати його Британським інститутом міжнародних відносин».
Ці двоє разом із Артуром Джеймсом Балфуром та Джоном Робертом Клайнсом стали першими Президентами Британського інституту міжнародних відносин.
У 1922 році, коли значно зросла кількість членів Інституту, з'явилася потреба у більшому та практичнішому приміщенні. Інститут згодом отримав у подарунок від канадського полковника Р. В. Леонарда будинок Chatham House під номером 10 на площі святого Якова, де все ще знаходиться Королівський інститут міжнародних відносин.

### Міжвоєнні роки
Після свого створення Інститут швидко зосередив увагу на резолюції Едварда Грея. Журнал «International Affairs» був створений в січні 1922 року.  Він став засобом розповсюдження доповідей та обговорень, які відбувалися в рамках Королівського інституту міжнародних відносин.
Після призначення на посаду Директора досліджень професор Арнольд Тойнбі став провідним діячем Інституту. Він є автором  щорічного Огляду міжнародних справ.  Професор Тойнбі пробув на цій посаді до 1955 року. При наданні щорічного детального огляду міжнародних відносин, важлива роль у відводилася фіксуванню поточної міжнародної історії.  Огляд здійснювався до 1963 року.
У 1926 році 14 членів Chatham House представляли Велику Британію на першій конференції Інституту тихоокеанських відносин, — форумі, присвяченому обговоренню проблем та відносин між тихоокеанськими країнами. Інститут тихоокеанських відносин слугував своєрідною платформою для розвитку Британським інститутом міжнародних відносин поглибленої політичної та комерційної обізнаності регіону. Особлива увага приділялася економічному розвитку Китаю та його міжнародним зв'язкам.
В тому ж році Інститут отримав Королівську хартію, після чого він став відомий під назвою Королівський інститут міжнародних відносин. У хартії зазначені цілі та завдання Chatham House, які ще раз підтверджують бажання організації «розвивати дослідження міжнародної політики… сприяти вивченню міжнародних питань шляхом проведення лекцій та обговорень… сприяти обміну інформацією, знаннями та думками про міжнародні відносини».

### Подальший розвиток
1929 рік ознаменувався наступним етапом розвитку Chatham House з призначенням на посаду головного виконавчого директора  Івісона Макадама (секретар, а згодом генеральний директор). За його керівництва (до 1955 року) Інститут надзвичайно швидко розвивався. Макадам займався дослідженнями, організаційними та фінансовими потребами.
Івісон Макадам зумів забезпечити розширення матеріально-технічної бази Королівського інституту міжнародних відносин шляхом придбання володінь 6 Герцога Йорк-стріт, а згодом Площу святого Якова 9, у 1943 році — Портленд клуб. Ці додаткові будівлі надали такий необхідний простір для діяльності Chatham House.
Також у 1929 році було засновано спеціальну дослідницьку групу з міжнародної проблеми золота. Група, до складу якої входили провідні економісти, такі як Джон Мейнард Кейнс, проводила дослідження протягом трьох років, присвячене вивченню економічних проблем, спричинених післявоєнними міжнародними грошовими розрахунками. Дослідження, проведені групою, передбачали рішення Великої Британії відмовитися від золотого стандарту через 2 роки.
Приблизно в цей час Королівський інститут міжнародних відносин став відомий як установа, яку варто відвідати провідним державним діячам та акторам міжнародних відносин.  Зокрема, Магатма Ґанді відвідав Chatham House 20 жовтня 1931 року, де він виступив з промовою під назвою «Майбутнє Індії». Ця бесіда, в якій взяли участь 750 учасників, на той момент стала найбільшою за чисельністю в історії Королівського інституту міжнародних відносин.
У 1933 році Ральф Норман Енджелл, працюючи в Раді Chatham House, був удостоєний Нобелівської премії за свою книгу «Велика ілюзія», що зробило його першим та єдиним лауреатом, нагородженим за публікацію книги.
Королівський інститут міжнародних відносин провів першу конференцію зі зв'язків Співдружності в Торонто, Канада у 1933 році. Конференція проводилась приблизно кожні 5 років. Вона створила форум для провідних політиків, юристів, науковців, метою якого було обговорення наслідків нещодавніх імперських конференцій.
У 1937 Роберт Сесіл був також нагороджений Нобелівською премією за його прихильність та захист Ліги Націй, прагнення до миру та роззброєння її членів.

### Воєнні роки, 1939—1945
Спалах Другої світової війни змусив Білла Астора децентралізувати Королівський інститут міжнародних відносин. Більшість співробітників Chatham House перебралася до Бейлліолського коледжу, Оксфорд. Впродовж війни Інститут тісно співпрацював з Міністерством закордонних справ Великої Британії, який просив надавати різні доповіді на іноземну пресу, історичне та політичне минуле супротивників та інші теми.
Королівський інститут міжнародних відносин також надавав багато додаткових послуг науковцям та збройним силам. Науково-дослідні установи були відкриті для біженців та науковців-союзників. В той же час було узгоджено переїзд Національного інституту економічних та соціальних досліджень і Польського дослідницького центру до Chatham House у зв'язку з бомбардуванням їхніх приміщень. Окрім цього, союзні офіцери провели курси з міжнародних питань в Королівському інституті міжнародних відносин з метою розвитку міжнародної та політичної обізнаності.

### Післявоєнні роки
Chatham House почав досліджувати потенційні воєнні проблеми ще у 1939 році через Комітет реконструкції. Після закінчення Другої світової війни Королівський інститут міжнародних відносин став провідним актором у міжнародному політичному та економічному відновленні.
У відповідь на зміни у післявоєнному світі, Інститут розпочав низку досліджень, пов'язаних з новим політичним статусом Великої Британії та Співдружності націй у світлі зростаючих закликів до деколонізації та розвитку Холодної війни. У 1953 році було створено навчальну раду з вивчення міжрасових відносин, що дало можливість ретельніше дослідити зміну у ставленні та закликах до расової рівності по всьому світі. Згодом група утворила незалежну благодійну організацію у 1958 році та сформувала Інститут міжрасових відносин.
Після Карибської кризи та Бразильського державного перевороту Королівський інститут міжнародних відносин зосередив свою увагу на латиноамериканському регіоні. Ернесто Че Гевара, тогочасний Міністр промисловості Куби написав аналіз «Кубинської економіки: її минуле та сучасне значення» у 1964 році для журналу «International Affairs», демонструючи бажання Chatham House вирішувати найскладніші міжнародні проблеми.
Королівський інститут міжнародних відносин відіграв важливу роль у справах Холодної війни за англо-радянським круглим столом в жовтні 1975 року. Це була перша зустріч Chatham House та Інституту світової економіки та міжнародних відносин у Москві. Як один із ранніх прикладів двосторонньої дипломатії, нарада мала на меті покращення відносин між Великою Британією та Радянським Союзом. Це була одна з перших подібних спроб в часи Холодної війни.

### Сучасність
Інститут святкував 75-річчя у 1995 році. Цей захід відвідали Єлизавета ІІ та Філіп, герцог Единбурзький.
Премія Chatham House була започаткована у 2005 році. Її метою є визнання державних акторів, які зробили значний внесок у міжнародні відносини протягом минулого року. Першим отримав нагороду Президент України Віктор Ющенко.
У квітні 2022 року Chatham House було визнано «небажаною організацією» в Росії.